# Curtis Davies
Curtis Eugene Davies (Londra, 15 marzo 1985) è un ex calciatore inglese naturalizzato sierraleonese, difensore della nazionale sierraleonese.

## Biografia
Davies è nato a Leytonstone, a Londra, da madre inglese e da padre della Sierra Leone.

## Carriera

### Club

#### Luton Town
Ha iniziato la carriera al Wimbledon, all'età di 15 anni, ma è stato svincolato la stagione successiva. Ha così chiesto un provino ad altri club della zona, compresi Arsenal, Crystal Palace, Queens Park Rangers, Tottenham Hotspur e Millwall. La prima squadra che gli ha risposto è stato il Luton Town, due settimane prima di ogni altro club, e gli ha offerto un provino. Durante questo periodo di prova, ha segnato due reti in tre partite e ha convinto i dirigenti. Ha poi debuttato in prima squadra nel 2003.
Nella stagione 2003-2004, ha raccolto sei presenze, di cui quella con il QPR particolarmente buona. La stagione successiva, ha ottenuto la sua prima promozione, oltre al primo gol in carriera, realizzato contro il Wrexham, in uno scontro diretto per la vittoria in campionato. In totale, ha ottenuto quarantaquattro presenze ed è stato nominato Giocatore dell'anno della League One. È stato anche nominato nella squadra dell'anno, assieme a cinque compagni di squadra.
Nel campionato successivo, ha giocato soltanto sei partite, con una rete all'attivo contro il Millwall. Il 31 agosto 2005 è stato comprato dal West Bromwich Albion, in cambio di tre milioni di sterline.

#### West Bromwich Albion
Davies ha giocato una prima stagione esaltante, per il WBA: è stato impiegato in trentacinque partite e ha siglato due reti. Nonostante questo, il suo club è retrocesso, ma ha rinnovato comunque il contratto, per altre quattro stagioni.
È stato nominato anche capitano della squadra, diventato il secondo più giovane della storia del club. Il 17 febbraio 2007, contro il Middlesbrough, è stato espulso per la prima volta, dopo aver ricevuto una doppia ammonizione. Il 14 marzo, si è infortunato al quinto metatarso ed è rimasto fuori per il resto della stagione, ma è stato nominato comunque Giocatore dell'anno della Championship.
Il 21 giugno, il WBA ha rifiutato un'offerta per il giocatore e, successivamente, altre due. Il 30 agosto, però, Davies ha ricevuto il permesso di parlare con i dirigenti dell'Aston Villa.

#### Aston Villa
Il 31 agosto 2007, è stato mandato in prestito all'Aston Villa, per una stagione. Il trasferimento è diventato definitivo nell'estate 2008. Ha debuttato in Coppa di Lega, nella sconfitta per 1 a 0 contro il Leicester City, il 27 settembre 2007. Ha commentato così la sua prestazione:
(Curtis Davies)
Davies ha debuttato in Premier League, nella vittoria casalinga per 2 a 0 contro il Derby County. Ha segnato la prima rete il 29 dicembre 2007, contro il Wigan Athletic.
Il 1º marzo 2008, si è infortunato al tendine d'Achille nella sfida contro l'Arsenal. È tornato nel corso delle amichevoli estive ed il suo trasferimento è diventato permanente il 3 luglio 2008, in cambio di una cifra compresa tra gli otto e i dieci milioni di sterline.

#### Birmingham City e Hull City
Il 28 gennaio 2011 passa al Birmingham City dove firma un contratto di tre anni e mezzo.
Il 25 giugno 2013, si trasferisce allo Hull City. Disputa un'ottima stagione con le Tigri diventando il pilastro della difesa.

#### Derby County
Il 7 giugno 2017 viene acquistato dal Derby County.

#### Cheltenham Town e ritiro
Il 27 giugno 2023 si accasa al Cheltenham Town tramite contratto annuale.
Il 30 aprile 2024 viene annunciato che non avrebbe rinnovato il proprio contratto con il club.
Il 2 agosto 2024 ha annunciato il suo ritiro dal calcio.

### Nazionale
Davies ha debuttato nell'Inghilterra under 21 il 28 febbraio 2006, contro la Norvegia under 21. È stato chiamato da Fabio Capello per la sua prima partita da commissario tecnico della Nazionale.
Nel 2023 ha scelto di rappresentare la Sierra Leone, nazionale delle sue origini, con cui esordisce il 17 ottobre del medesimo anno nell'amichevole vinta 2-0 contro la Somalia.
Il 5 giugno 2024 realizza la sua prima rete per la selezione sierraleonese nel successo per 2-1 contro Gibuti.

## Statistiche

### Presenze e reti nei club
Statistiche aggiornate al 7 maggio 2022.
| Stagione               | Squadra                | Campionato             | Campionato | Campionato | Coppe nazionali | Coppe nazionali | Coppe nazionali | Coppe continentali | Coppe continentali | Coppe continentali | Altre coppe | Altre coppe | Altre coppe | Totale | Totale |
| Stagione               | Squadra                | Comp                   | Pres       | Reti       | Comp            | Pres            | Reti            | Comp               | Pres               | Reti               | Comp        | Pres        | Reti        | Pres   | Reti   |
| ---------------------- | ---------------------- | ---------------------- | ---------- | ---------- | --------------- | --------------- | --------------- | ------------------ | ------------------ | ------------------ | ----------- | ----------- | ----------- | ------ | ------ |
| 2003-2004              | Luton Town             | SD                     | 6          | 0          | FACup+CdL       | 0               | 0               | -                  | -                  | -                  | FLT         | 1           | 0           | 7      | 0      |
| 2004-2005              | Luton Town             | FL1                    | 44         | 1          | FACup+CdL       | 3+1             | 0               | -                  | -                  | -                  | FLT         | 0           | 0           | 48     | 1      |
| ago. 2005              | Luton Town             | FLC                    | 6          | 1          | FACup+CdL       | 0+1             | 0               | -                  | -                  | -                  | -           | -           | -           | 7      | 1      |
| Totale Luton Town      | Totale Luton Town      | Totale Luton Town      | 56         | 2          |                 | 5               | 0               |                    | -                  | -                  |             | 1           | 0           | 62     | 2      |
| ago. 2005-2006         | West Bromwich          | PL                     | 33         | 2          | FACup+CdL       | 2+0             | 0               | -                  | -                  | -                  | -           | -           | -           | 35     | 2      |
| 2006-2007              | West Bromwich          | FLC                    | 32         | 0          | FACup+CdL       | 4+2             | 0               | -                  | -                  | -                  | -           | -           | -           | 38     | 0      |
| Totale West Bromwich   | Totale West Bromwich   | Totale West Bromwich   | 65         | 2          |                 | 8               | 0               |                    | -                  | -                  |             | -           | -           | 73     | 2      |
| 2007-2008              | Aston Villa            | PL                     | 12         | 1          | FACup+CdL       | 1+1             | 0               | -                  | -                  | -                  | -           | -           | -           | 14     | 1      |
| 2008-2009              | Aston Villa            | PL                     | 35         | 1          | FACup+CdL       | 4+0             | 0               | Int+CU             | 0+6                | 0                  | -           | -           | -           | 45     | 1      |
| 2009-2010              | Aston Villa            | PL                     | 2          | 1          | FACup+CdL       | 1+0             | 0               | UEL                | 2                  | 0                  | -           | -           | -           | 5      | 1      |
| ago. 2010              | Aston Villa            | PL                     | 0          | 0          | FACup+CdL       | 0+1             | 0               | UEL                | 2                  | 0                  | -           | -           | -           | 3      | 0      |
| Totale Aston Villa     | Totale Aston Villa     | Totale Aston Villa     | 49         | 3          |                 | 8               | 0               |                    | 10                 | 0                  |             | -           | -           | 67     | 3      |
| 2010-gen. 2011         | Leicester City         | FLC                    | 12         | 0          | FACup+CdL       | 0               | 0               | -                  | -                  | -                  | -           | -           | -           | 12     | 0      |
| gen.-giu. 2011         | Birmingham City        | PL                     | 6          | 0          | FACup+CdL       | 1+0             | 0               | -                  | -                  | -                  | -           | -           | -           | 7      | 0      |
| 2011-2012              | Birmingham City        | FLC                    | 42+2       | 5+1        | FACup+CdL       | 5+1             | 0               | UEL                | 4                  | 0                  | -           | -           | -           | 54     | 6      |
| 2012-2013              | Birmingham City        | FLC                    | 41         | 6          | FACup+CdL       | 2+2             | 0               | -                  | -                  | -                  | -           | -           | -           | 45     | 6      |
| Totale Birmingham City | Totale Birmingham City | Totale Birmingham City | 89+2       | 11+1       |                 | 11              | 0               |                    | 4                  | 0                  |             | -           | -           | 106    | 12     |
| 2013-2014              | Hull City              | PL                     | 37         | 2          | FACup+CdL       | 5+1             | 3+0             | -                  | -                  | -                  | -           | -           | -           | 43     | 5      |
| 2014-2015              | Hull City              | PL                     | 21         | 0          | FACup+CdL       | 1+0             | 0               | UEL                | 3                  | 0                  | -           | -           | -           | 25     | 0      |
| 2015-2016              | Hull City              | FLC                    | 39+3       | 2          | FACup+CdL       | 3+2             | 0               | -                  | -                  | -                  | -           | -           | -           | 47     | 2      |
| 2016-2017              | Hull City              | PL                     | 26         | 0          | FACup+CdL       | 1+2             | 0               | -                  | -                  | -                  | -           | -           | -           | 29     | 0      |
| Totale Hull City       | Totale Hull City       | Totale Hull City       | 123+3      | 4          |                 | 15              | 3               |                    | 3                  | 0                  |             | -           | -           | 144    | 7      |
| 2017-2018              | Derby County           | FLC                    | 46+2       | 1          | FACup+CdL       | 0               | 0               | -                  | -                  | -                  | -           | -           | -           | 48     | 1      |
| 2018-2019              | Derby County           | FLC                    | 5          | 0          | FACup+CdL       | 0               | 0               | -                  | -                  | -                  | -           | -           | -           | 5      | 0      |
| 2019-2020              | Derby County           | FLC                    | 32         | 0          | FACup+CdL       | 3+2             | 0               | -                  | -                  | -                  | -           | -           | -           | 37     | 0      |
| 2020-2021              | Derby County           | FLC                    | 13         | 0          | FACup+CdL       | 0+1             | 0               | -                  | -                  | -                  | -           | -           | -           | 14     | 0      |
| 2021-2022              | Derby County           | FLC                    | 46         | 4          | FACup+CdL       | 1+0             | 0               | -                  | -                  | -                  | -           | -           | -           | 47     | 4      |
| Totale Derby County    | Totale Derby County    | Totale Derby County    | 142+2      | 5          |                 | 7               | 0               |                    | -                  | -                  |             | -           | -           | 151    | 5      |
| Totale carriera        | Totale carriera        | Totale carriera        | 543        | 28         |                 | 54              | 3               |                    | 17                 | 0                  |             | 1           | 0           | 615    | 31     |

### Cronologia presenze e reti in nazionale
| Cronologia completa delle presenze e delle reti in nazionale ― Sierra Leone | Cronologia completa delle presenze e delle reti in nazionale ― Sierra Leone | Cronologia completa delle presenze e delle reti in nazionale ― Sierra Leone | Cronologia completa delle presenze e delle reti in nazionale ― Sierra Leone | Cronologia completa delle presenze e delle reti in nazionale ― Sierra Leone | Cronologia completa delle presenze e delle reti in nazionale ― Sierra Leone | Cronologia completa delle presenze e delle reti in nazionale ― Sierra Leone | Cronologia completa delle presenze e delle reti in nazionale ― Sierra Leone |
| Data                                                                        | Città                                                                       | In casa                                                                     | Risultato                                                                   | Ospiti                                                                      | Competizione                                                                | Reti                                                                        | Note                                                                        |
| --------------------------------------------------------------------------- | --------------------------------------------------------------------------- | --------------------------------------------------------------------------- | --------------------------------------------------------------------------- | --------------------------------------------------------------------------- | --------------------------------------------------------------------------- | --------------------------------------------------------------------------- | --------------------------------------------------------------------------- |
| 17-10-2023                                                                  | Khouribga                                                                   | Somalia                                                                     | 0 – 2                                                                       | Sierra Leone                                                                | Amichevole                                                                  | -                                                                           |                                                                             |
| 5-6-2024                                                                    | El Jadida                                                                   | Sierra Leone                                                                | 2 – 1                                                                       | Gibuti                                                                      | Qual. Mondiali 2026                                                         | 1                                                                           |                                                                             |
| 10-6-2024                                                                   | Bamako                                                                      | Burkina Faso                                                                | 2 – 2                                                                       | Sierra Leone                                                                | Qual. Mondiali 2026                                                         | -                                                                           |                                                                             |
| Totale                                                                      |                                                                             | Presenze                                                                    | 3                                                                           |                                                                             | Reti                                                                        | 1                                                                           |                                                                             |

## Palmarès

### Club

#### Competizioni nazionali
- Football League One: 1

Luton Town: 2004-2005
- Coppa di Lega inglese: 1

Birmingham City: 2010-2011